# Saint-Jean-d'Alcapiès
 Saint-Jean-d'Alcapiès  (en occitano Sent Jan d'Aucàpias) es una población y comuna francesa, situada en la región de Mediodía-Pirineos, departamento de Aveyron, en el distrito de Millau y cantón de Saint-Affrique.

## Demografía
| 137 | 139 | 118 | 110 | 133 | 163 |
| Para los censos de 1962 a 1999 la población legal corresponde a la población sin duplicidades (Fuente: INSEE [Consultar]) |     |     |     |     |     |